# The Mighty Mighty Bosstones
The Mighty Mighty Bosstones waren eine Skacore-Band aus Boston, USA.

## Geschichte
Gegründet wurde die Band im Jahr 1985. Es dauerte jedoch bis 1989, bevor sie zum ersten Mal eine CD veröffentlichten. Die Auflage dieser CD (ohne Titel) war jedoch sehr gering. 1990 folgte dann das erste offizielle Album mit Devil’s Night Out. Mit dieser Platte waren sie an der Kreation eines neuen Musikstils beteiligt, dem Skacore, einer Mischung aus Ska und Hardcore Punk.
Der Tänzer Ben Carr war ursprünglich Roadie. Bei einem frühen Auftritt hieß es, um sich im Club aufzuhalten, müsse man 21 Jahre alt oder in der Band sein, also sagten die Bosstones, er sei in der Band. Folglich musste er auch auf die Bühne und tanzte zu der Musik, spielt aber kein Instrument.
1994 nahm die Gruppe den Kiss-Song Detroit Rock City für das Kiss-Tributealbum Kiss My Ass auf. Die Coverversion wurde als einzige Single aus dem Album ausgekoppelt und erschien auf grünem Vinyl. 1995 hatte die Gruppe einen Gastauftritt in der amerikanischen Teenagerkomödie Clueless – Was sonst!, der die Musik der Band erstmals einem breiteren Publikum zugänglich machte und ihr auch international zum Durchbruch verhalf.
Ihr bisher größter Erfolg ist der Song The Impression That I Get aus dem 1997 erschienenen Album Let’s Face It.
Nach einer längeren Pause wurde am 11. Oktober 2007 bekannt gegeben, dass es eine Reunion geben würde. Am 18. Dezember 2007 erschien die neue Compilation Medium Rare bei Big Rig Records. Seitdem gibt die Band wieder Auftritte in den USA. Im Dezember 2009 erschien das neue Studioalbum Pin Points and Gin Joints. 2011 folgte das Album The Magic of Youth. Beide Alben erschienen ebenfalls bei Big Rig Records.
Am 27. Januar 2022 gab die Band ihre sofortige Auflösung bekannt. Zuvor hatte Sänger Barrett ein Musikstück für eine von Robert Francis Kennedy junior organisierte Kundgebung gegen COVID-19-Impfungen produziert und in der Folge seinen Posten als Ansager in der Fernsehshow Jimmy Kimmel Live! verloren.

## Diskografie

### Studioalben
- 1990: Devil’s Night Out – LP (Taang)
- 1991: More Noise and Other Disturbances – LP (Taang)
- 1993: Don’t Know How to Party (Mercury/Universal)
- 1993: Ska-Core, the Devil and More (Mercury/Universal)
- 1994: Question the Answers (Mercury/Universal)
- 1997: Let’s Face It (Mercury/Universal)
- 2000: Pay Attention (Island/Universal)
- 2002: A Jackknife to a Swan (SideOneDummy/Cargo Records)
- 2009: Pin Points and Gin Joints (Big Rig Records)
- 2011: The Magic of Youth (Big Rig Records)
- 2018: While We’re At It (Big Rig Records)
- 2021: When God Was Great (Big Rig Records)

### Livealben
- 1999: Live From the Middle East (UMIS/Universal)

### Kompilationen
- 2005: Awfully Quiet (Cadiz Musi)
- 2005: 20th Century Masters – The Millennium Collection: The Best of the Mighty Mighty Bosstones (Mercury/Universal)
- 2007: Medium Rare (Big Rig Records)

### Singles
- 1998: The Impression That I Get (US: Gold)

## Auszeichnungen für Musikverkäufe
| Goldene Schallplatte - Australien - 1998: für das Album Let’s Face It - 1998: für die Single The Impression That I Get - Kanada - 1998: für das Album Let’s Face It |

Anmerkung: Auszeichnungen in Ländern aus den Charttabellen bzw. Chartboxen sind in ebendiesen zu finden.
| Land/RegionAuszeichnungen für Musikverkäufe (Land/Region, Auszeichnungen, Verkäufe, Quellen) | Silber  | Gold     | Platin  | Verkäufe  | Quellen         |
| -------------------------------------------------------------------------------------------- | ------- | -------- | ------- | --------- | --------------- |
| Australien (ARIA)                                                                            | —       | 2× Gold2 | —       | 70.000    | aria.com.au     |
| Kanada (MC)                                                                                  | —       | Gold1    | —       | 50.000    | musiccanada.com |
| Vereinigte Staaten (RIAA)                                                                    | —       | Gold1    | Platin1 | 1.500.000 | riaa.com        |
| Vereinigtes Königreich (BPI)                                                                 | Silber1 | —        | —       | 200.000   | bpi.co.uk       |
| Insgesamt                                                                                    | Silber1 | 4× Gold4 | Platin1 |           |                 |